# Nu (álbum de Djonga)
Nu é o quinto álbum de estúdio e consecutivo do rapper mineiro Djonga, lançado no dia 13 de março de 2021 através da gravadora Ceia.
O álbum marcou a volta do artista à internet, após receber várias críticas após aglomerar fazendo um show lotado no Rio de Janeiro na tarde do dia 7 de dezembro de 2020 em meio ao período crítico causado pela pandemia de COVID-19 no estado. Após isso, o rapper chegou a excluir sua conta do Twitter e sumir de todas as redes sociais, voltando apenas no dia 10 de março de 2021 para anunciar o novo álbum. Em um teaser promocional, o rapper mostra sua cabeça em uma guilhotina prestes a ser cortada.

## Capa
No dia seguinte, 11 de março, o artista anunciou a capa do novo trabalho. Nela, se vê a cabeça de Djonga sendo servida em uma bandeja e ao fundo algumas pessoas segurando celulares e facas ensanguentadas em direção ao rapper. A capa foi feita por Alvinho Caverna e a fotografia por Jefferson Delgado, em homenagem ao artista 1993Agosto, que fez todas as capas anteriores do artista, mas acabou falecendo em fevereiro de 2021.

## Prêmios e indicações
| Ano  | Prêmio                       | Categoria          | Resultado | Ref.  |
| ---- | ---------------------------- | ------------------ | --------- | ----- |
| 2021 | MTV Millennial Awards Brasil | Álbum ou EP do Ano | Indicado  | [ 6 ] |

## Faixas
O álbum é composto por 8 faixas inéditas, nele há a participação especial de Doug Now na faixa "Ricô" e de Budah na faixa "Dá Pra Ser". Coyote Beatz também marcou presença nos instrumentais do disco.
A frase “Quanto mais sucesso, menos divertido, Eu não era assim, sou fruto do meio, Meu coração parece um balde furado, Acho que o vazio me pegou em cheio” da primeira faixa é uma das que mais chamaram atenção do público. A confissão vem ao fim de rap em que Djonga expõe tensões sociais enfrentadas cotidianamente pelos negros no Brasil[carece de fontes?]. Já na letra de "Xapralá", Djonga cita Lucas Penteado, cantor e ator que ganhou fama nacional no ano de 2021 ao participar (e ao desistir do jogo) da 21ª edição do programa Big Brother Brasil, da TV Globo, dizendo: “É melhor desistir ou viver humilhado? Coisas que passam na mente de gente que vem de onde vem, Lucas Penteado”.[carece de fontes?]
Em "Virgula", Djonga cita e atualiza a letra de "Casa de Bamba" (1968), samba de Martinho da Vila, ao fazer rima com os versos “Na minha casa, ninguém passa fome / Todo mundo bebe e todo mundo come / Na minha casa, vale tudo, chefe / Dança mina com mina e homem com o homem”[carece de fontes?], e na última faixa, chamada "Eu", o rapper adiciona trechos de jornais, como uma fala de William Bonner e Pedro Bial, ambos da Globo, elogiando o artista, e também falas de jornalistas como Roberta, da CNN, anunciando a notícia de seu show em meio à pandemia de Covid-19.[carece de fontes?]
1. "Nós"
2. "Ó Quem Chega"
3. "Xapralá"
4. "Me Dá a Mão"
5. "Vírgula"
6. "Ricô"
7. "Dá Pra Ser?"
8. "Eu"

## Repercussão
Logo no dia 10, quando anunciado, o álbum já ganhou grande repercussão na internet, chegando a ficar em primeiro nos Trend Topics  do Twitter durante o período. Para Mauro Ferreira, do site G1, "Djonga se mostra fragilizado no quinto álbum, 'Nu', sem entregar a cabeça e as ideias de bandeja" e também apresenta "solidão" do artista em seu mais novo álbum.